# Young Angels Košice
Young Angels Košice (oficiálním názvem: Young Angels Academy, o.z.) je slovenský ženský basketbalový klub, který sídlí v Košicích ve stejnojmenném kraji. Založen byl v roce 2016 oddělením mládeže klubu Good Angels Košice do samostatného subjektu. V roce 2017 do klubu přešly mládežnické oddíly zaniklé Cassovie Košice. V roce 2018 došlo k zániku původního mateřského klubu, jehož extraligová licence připadla právě Young Angels. Klubové barvy jsou žlutá a modrá.
Své domácí zápasy odehrává v Angels Aréně s kapacitou 2 500 diváků.

## Soupiska sezóny 2022/2023
| Číslo | Stát      | Hráčka                | Ročník | Výška |
| ----- | --------- | --------------------- | ------ | ----- |
| 2     | Slovensko | Nina Majorošová       | 2004   | 169   |
| 3     | Slovensko | Vanda Mária Kristlová | 2003   | 186   |
| 4     | Slovensko | Ema Szmereková        | 2005   | 167   |
| 5     | Slovensko | Diana Mikovčáková     | 2000   | 186   |
| 8     | Slovensko | Barbora Bohušová      | 2001   | 180   |
| 10    | Slovensko | Michaela Balážová     | 1999   | 182   |
| 14    | Slovensko | Ema Rodáková          | 2001   | 173   |
| 16    | Slovensko | Kamila Plavnická      | 2001   | 185   |
| 17    | USA       | Deijah Blanks         | 1996   | 178   |
| 17    | Slovensko | Radka Ošťádalová      | 1999   | 182   |
| 19    | Slovensko | Katarína Šedivá       | 2007   | 185   |
| 21    | Slovensko | Katarína Knappová     | 2000   | 175   |
| 22    | Slovensko | Hana Jakubčeková      | 2004   | 186   |
| 24    | Slovensko | Tara Rebejová         | 2003   | 176   |
| 25    | Slovensko | Natália Filická       | 2003   | 174   |
| 28    | Slovensko | Emma Dulovičová       | 2003   | 169   |

## Umístění v jednotlivých sezonách
Zdroj: 
Legenda: ZČ – základní část, červené podbarvení – sestup, zelené podbarvení – postup, fialové podbarvení – reorganizace, změna skupiny či soutěže
| Slovensko (2017 – ) |                     |           |           |          |                                                 |
| Sezóna              | Název v ročníku     | Úroveň    | Soutěž    | ZČ       | Play-off                                        |
| 2017/18             | Young Angels Košice | 2. úroveň | 1. liga   | 2. místo | Převod extraligové licence z Good Angels Košice |
| 2018/19             | Young Angels Košice | 1. úroveň | Extraliga |          |                                                 |